# Millbury (Massachusetts)
Millbury és una població dels Estats Units a l'estat de Massachusetts. Segons el cens del 2000 tenia 12.784 habitants.

## Demografia
Segons el cens del 2000, Millbury tenia 12.784 habitants, 4.927 habitatges, i 3.443 famílies. La densitat de població era de 313,8 habitants/km².
Dels 4.927 habitatges en un 30,2% hi vivien nens de menys de 18 anys, en un 55,7% hi vivien parelles casades, en un 10,9% dones solteres, i en un 30,1% no eren unitats familiars. En el 24,6% dels habitatges hi vivien persones soles el 10,3% de les quals corresponia a persones de 65 anys o més que vivien soles. El nombre mitjà de persones vivint en cada habitatge era de 2,53 i el nombre mitjà de persones que vivien en cada família era de 3,03.
Per edats la població es repartia de la següent manera: un 23,1% tenia menys de 18 anys, un 6,3% entre 18 i 24, un 31,2% entre 25 i 44, un 23,4% de 45 a 60 i un 16% 65 anys o més.
L'edat mediana era de 39 anys. Per cada 100 dones de 18 o més anys hi havia 88,4 homes.
La renda mediana per habitatge era de 51.415 $ i la renda mediana per família de 62.564$. Els homes tenien una renda mediana de 41.912 $ mentre que les dones 28.973$. La renda per capita de la població era de 23.531$. Entorn del 4,1% de les famílies i el 6,3% de la població estaven per davall del llindar de pobresa.